# 이채윤 (배우)
이채윤(李采玧, 2005년 9월 20일 ~ )은 대한민국의 배우, 유튜버이다. 2014년 1월에 영화 살인자로 데뷔한 후, 2018년에 유튜브를 시작하였으며, 현재까지도 활동중이다.키는 164cm,몸무게 53kg,혈액형은 AB형이다.

## 필모그래피

### 영화
| 연도 | 제목                           | 배역                 | 비고 |
| ---- | ------------------------------ | -------------------- | ---- |
| 2014 | 살인자                         | 지수 아역            |      |
| 2015 | 도리화가                       | 동리정사 담벼락 계집 |      |
| 2015 | 히말라야                       | 8세 엄연우           |      |
| 2017 | 악녀                           | 일본 남자 딸         |      |
| 2019 | 더하우스                       | 지희 아역            |      |
| 2020 | 피원에이치: 새로운 세계의 시작 | 채윤                 |      |

### TV드라마
| 연도 | 방송사   | 제목                 | 배역        | 비고            |
| ---- | -------- | -------------------- | ----------- | --------------- |
| 2012 | SBS      | 드라마의 제왕        | 어린 이고은 | (정려원 아역)   |
| 2014 | KBS1     | 고양이는 있다        | 어린 고양순 | (최윤영 아역)   |
| 2014 | KBS2     | 일편단심 민들레      |             |                 |
| 2017 | 투니버스 | 빛나는 나라          | 오나라      | 웹드라마        |
| 2017 | tvN      | 이번 생은 처음이라   | 어린 윤지호 | (정소민 아역)   |
| 2017 | tvN      | 슬기로운 감빵생활    | 어린 김지호 | (크리스탈 아역) |
| 2018 | JTBC     | 내 아이디는 강남미인 | 어린 현수아 | (조우리 아역)   |
| 2018 | tvN      | 알함브라 궁전의 추억 | 어린 정희주 | (박신혜 아역)   |
| 2019 | MBC      | 아이템               | 어린 신소영 | (진세연 아역)   |
| 2020 | KBS2     | 그놈이 그놈이다      | 어린 서현주 | (황정음 아역)   |
| 2020 | TV조선   | 바람과 구름과 비     | 곽낙원      | 특별출연        |
| 2020 | tvN      | 악의 꽃              | 어린 도해수 | (장희진 아역)   |
| 2023 | tvN      | 아라문의 검          | 도티        |                 |

## 예능
- 걸스플래닛 999 : 소녀대전